# 静岡県立清流館高等学校
静岡県立清流館高等学校（しずおかけんりつせいりゅうかんこうとうがっこう）は、静岡県焼津市上新田にある静岡県立高等学校。静岡県立吉田高等学校と静岡県立大井川高等学校との再編整備により2014年（平成26年）4月開校。
静岡県教育委員会のネオアドバンススクール指定校。

## 設置学科
- 普通科
- 福祉科

## 概要
吉田高等学校と大井川高等学校との再編整備により開設したが、校舎は、大井川高等学校跡地にある。焼津市南部（旧大井川町内）に位置する。

## 進路
普通科は国公立大学、難関私立大学をはじめとする多様な進路実績がある。
福祉科は福祉・医療系の四年制大学をはじめとする福祉系の進路実績がある。

## 沿革
- 2014年（平成26年）4月1日－開校

## 教育目標
- 成長する人
- 共生する人
- 有為の人

## 部活動
| 運動部               | 文化部   |
| -------------------- | -------- |
| 陸上競技             | 福祉     |
| 男子バレーボール     | メディア |
| 女子バレーボール     | 美術     |
| 男子バスケットボール | 生活科学 |
| 女子バスケットボール | ギター   |
| 男子硬式テニス       | 吹奏楽   |
| 女子硬式テニス       | 生物     |
| 男子サッカー         | ダンス   |
| 女子サッカー         | 百人一首 |
| 野球                 | ―        |
| 体操                 | ―        |
| 弓道                 | ―        |

## アクセス
- しずてつジャストライン藤枝吉永線 ｢清流館高校前｣停留所から、徒歩1分
- しずてつジャストライン藤枝相良線 ｢清流館高校入口｣停留所から、徒歩3分